# Carson Tanguilig
Carson Tanguilig (* 31. Juli 2003 in Alpharetta) ist eine US-amerikanische Tennisspielerin.

## Karriere

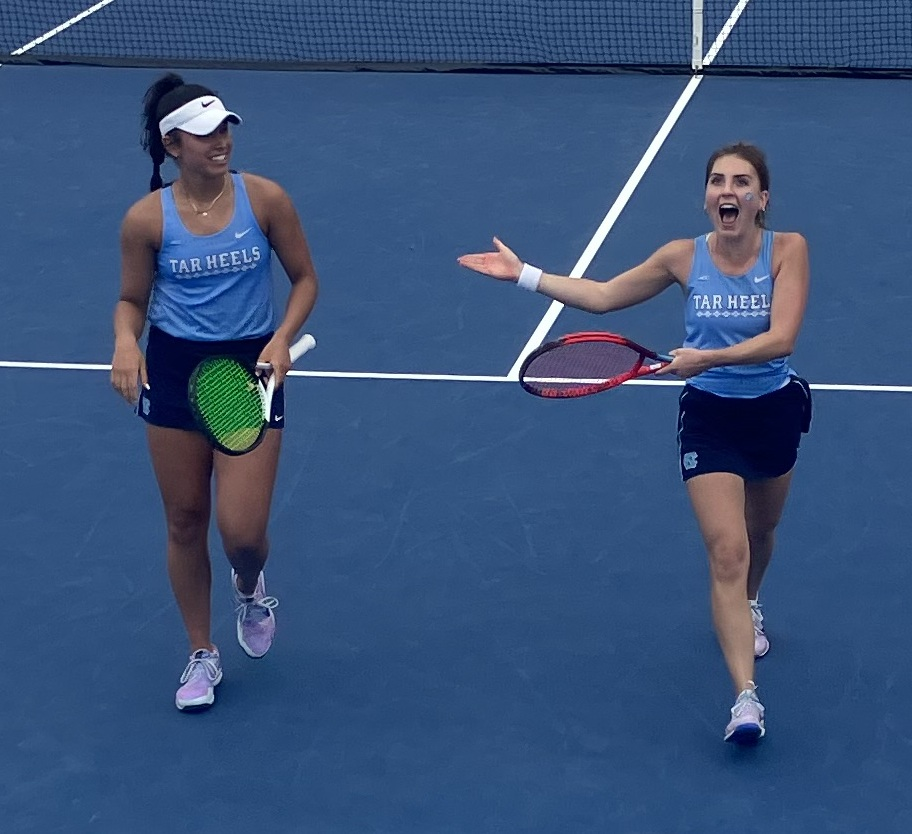
Tanguilig (links) und Fiona Crawley 2023

Tanguilig spielt bislang überwiegend auf Turnieren der ITF Women’s World Tennis Tour, bei denen sie bislang aber noch keinen Titel gewonnen hat.
Im Mai 2023 gewann sie mit Partnerin Fiona Crawley die NCAA Meisterschaften im Doppel, womit die beiden Spielerinnen eine Wildcard für das Hauptfeld im Damendoppel der US Open 2023 erhielten.

## College Tennis
Tanguilig spielt seit 2021 für die North Carolina Tar Heels der University of North Carolina at Chapel Hill.

## Persönliches
Carson Tanguilig hat einen Bruder Tyler und eine Schwester Sydney.